# Jochen Danneberg
Jochen Danneberg   (Halberstadt, 9 d'abril de 1953) és un saltador d'esquí alemany, ja retirat, que va competir sota bandera de la República Democràtica Alemanya durant la dècada de 1970.
El 1976 va prendre part en els Jocs Olímpics d'Hivern d'Innsbruck, on disputà dues proves del programa de salt amb esquís. En el salt curt guanyà la medalla de plata, rere Hans-Georg Aschenbach, mentre en el salt llarg fou quart. Quatre anys més tard, als Jocs de Lake Placid, fou vintè en la prova del salt curt del programa de salt amb esquís.
En el seu palmarès també destaquen dues victòries a la general del Torneig dels Quatre Trampolins, el 1975-76 i 1976-77, així com el campionat alemany de 1976 i 1979.
Una vegada retirat passà a exercir d'entrenador. Entre el 1995 i 2007 ho fou de l'equip nacional de Corea del Sud, i el 2008 de la selecció dels Estats Units.